# Nothing (przedsiębiorstwo)
Nothing (zapis stylizowany: NOTHING) – brytyjski producent elektroniki użytkowej z siedzibą w Londynie. Firma została założona przez Carla Peia, współzałożyciela chińskiego producenta smartfonów OnePlus.
25 lutego 2021 roku Nothing ogłosiło współpracę z firmą Teenage Engineering, która stała się kluczowym partnerem odpowiedzialnym za estetykę projektów marki i design jej produktów. Wśród inwestorów Nothing znaleźli się m.in. Tony Fadell (twórca iPoda), Casey Neistat (amerykański twórca internetowy) oraz GV (dawniej Google Ventures).
Pierwszym produktem firmy były słuchawki Ear (1), zaprezentowane 27 lipca 2021 roku. W 2024 roku Nothing podwoiło swoje roczne przychody, osiągając wartość ponad 500 milionów dolarów, a łączna sprzedaż produktów firmy przekroczyła miliard dolarów.

## Historia Nothing
16 października 2020 roku Carl Pei, współzałożyciel OnePlus, ogłosił swoje odejście z firmy, gdzie pracował u boku Pete’a Lau, aby rozpocząć nowe przedsięwzięcie. Wkrótce po tym Pei pozyskał do 7 milionów dolarów od inwestorów, w tym Tony’ego Fadella (twórcy iPoda), Kevina Lina (współzałożyciela Twitcha), Steve’a Huffmana (dyrektora generalnego Reddita) oraz YouTubera Caseya Neistata.
Kalendarium:
- 27 stycznia 2021 roku Carl Pei ogłosił powstanie firmy Nothing.
- 15 lutego 2021 roku Nothing przejęło prawa do znaków towarowych i marki Essential Products(inne języki), która zakończyła działalność niespełna rok wcześniej[7].
- 25 lutego 2021 roku ogłoszono, że pierwszym oficjalnym partnerem Nothing została firma Teenage Engineering(inne języki), odpowiedzialna za opracowanie identyfikacji wizualnej oraz projektowanie produktów marki.
- 27 lipca 2021 roku zaprezentowano pierwszy produkt Nothing – bezprzewodowe słuchawki „ear (1)”.
- 13 października 2021 roku firma pozyskała 50 milionów dolarów i nawiązała współpracę z Qualcomm.
- 9 marca 2022 roku, w dniu pozyskania finansowania serii B, Nothing zapowiedziało konferencję prasową, która odbyła się 23 marca. Podczas wydarzenia zaprezentowano pierwszy smartfon firmy – „phone (1)”.
- W 2022 roku firma Nothing wprowadziła na polski rynek swój pierwszy smartfon, Nothing Phone (1). Urządzenie zostało oficjalnie zaprezentowane 12 lipca 2022 roku[8].
- W lutym 2023 roku, podczas targów Mobile World Congress (MWC) w Barcelonie, Nothing ogłosiło, że jego kolejne smartfony będą wyposażone w procesor Snapdragon 8+ Gen 1.
- 22 marca 2023 roku zaprezentowano drugą generację bezprzewodowych słuchawek dousznych „ear (2)”, które oferowały dźwięk o wysokiej rozdzielczości, dłuższy czas pracy na baterii oraz adaptacyjną redukcję hałasu. Słuchawki otrzymały pozytywne recenzje – Wired pochwalił szczegółowy profil dźwięku, design i obsługę asystenta głosowego, krytykując jednak reprodukcję wysokich tonów oraz skuteczność redukcji szumów.
- W sierpniu 2023 roku firma ogłosiła powstanie submarki CMF by Nothing, koncentrującej się na przystępnych cenowo produktach. Nazwa CMF pochodzi od angielskich słów Color, Material, Finish (Kolor, Materiał, Wykończenie).
- 17 listopada 2023 roku Nothing wydało aplikację do przesyłania wiadomości, która miała zapewniać pełne szyfrowanie end-to-end. Wkrótce okazało się jednak, że wiadomości były przechowywane w postaci jawnego tekstu. W wyniku krytyki aplikacja została wycofana w ciągu 24 godzin[9].
- W kwietniu 2024 roku Nothing zaprezentowało trzecią generację słuchawek „Ear” oraz nowy model „Ear (a)”.
- W lipcu 2024 roku CMF by Nothing zaprezentowało swój pierwszy smartfon – CMF Phone 1, wyróżniający się szerokimi możliwościami personalizacji. Produkcja urządzenia odbywa się w Indiach[10].

## Nothing w Polsce
Firma Nothing, założona w 2020 roku przez Carla Peia, zadebiutowała na polskim rynku w 2022 roku, wprowadzając smartfon Nothing Phone (1). W kolejnych latach Nothing kontynuowało ekspansję w Polsce, wprowadzając modele smartfonów takie jak Nothing Phone (2a) oraz Nothing Phone (2a Plus).